# Friedrich-Ebert-Straße 100 (Mönchengladbach)

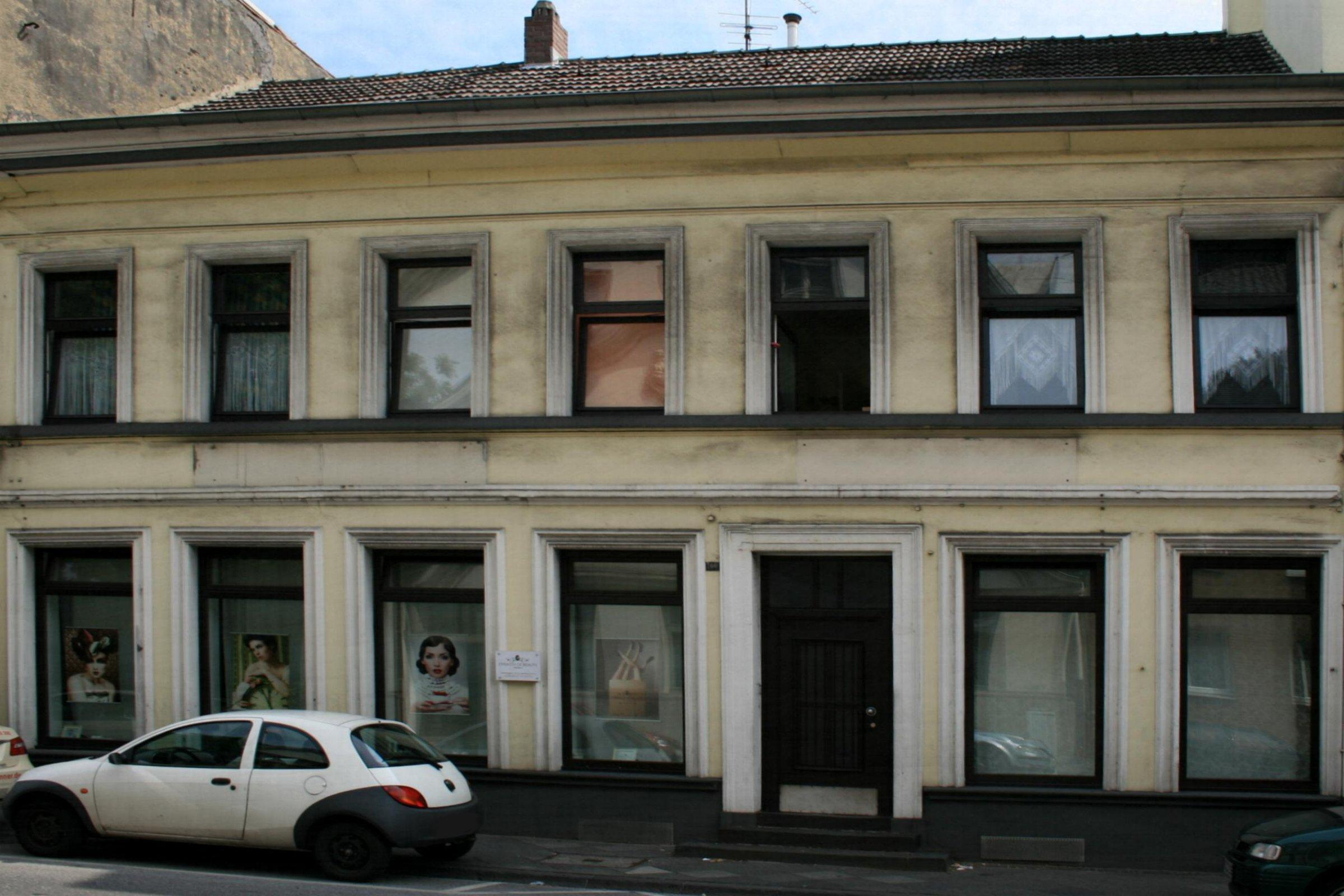
Wohngeschäftshaus (2010)

Das Wohngeschäftshaus Friedrich-Ebert-Straße 100 steht im Stadtteil Rheydt in Mönchengladbach (Nordrhein-Westfalen).
Das Gebäude wurde 1841 erbaut. Es ist unter Nr. F 017 am 2. Juni 1987 in die Denkmalliste der Stadt Mönchengladbach eingetragen worden.

## Architektur
Das zweigeschossige Wohngeschäftshaus mit sieben Achsen stammt aus der ersten Hälfte des 19. Jahrhunderts. Ein flach geneigtes Satteldach mit weit vorkragendem Holzkastengesims und vorhängender Dachrinne schließt das Gebäude ab. Das Gebäude mit stadtbildnerischem Charakter ist als solches schützenswert.